# Nationalsocialistiska blocket
Nationalsocialistiska Blocket (NSB) var ett svenskt nazistiskt politiskt parti bildat i slutet av 1933 genom sammanslagning av Nationalsocialistiska samlingspartiet, Nationalsocialistiska förbundet, Svensk Front nazistiska lokalföreningar kring advokaten Sven Hallström i Umeå, samt, 1934, Svensk Nationalsocialistisk Samling. Eric von Rosen var en av personerna bakom organiserandet av Nationalsocialistiska Blocket.
Partiledare var översten Martin Ekström. Partisymbol var ett hakkors med böjda armar. Till följd av verksamheten i de partier som föregick partibildningen höll sig Blocket till en början med en rad tidningar; Landet Fritt (Göteborg) med Gösta Fahlmark som redaktör, Vår Kamp (Göteborg) med K. Hallonsten som redaktör, Vår Front (Umeå) med Holger Möllman-Palmgren som redaktör, och slutligen Nasisten (Malmö) med Joh. Levin som redaktör. Dessutom startade Blocket den nya tidningen Riksposten.
Nationalsocialistiska Blocket riktade sig främst till den svenska borgerligheten.
I riksdagsvalet 1936 ingick NSB en valkartell med Svenska nationalsocialistiska partiet (SNSP) under ledning av Birger Furugård. Detta val blev dock en stor motgång för de samverkande parterna. SNSP upplöstes tämligen omgående och NSB dog sakta ut, bland annat på grund av partiledaren Martin Ekströms bristande ledarskap.
Jur.dr Einar Heimer kunde dock så sent som 1941, med utsikt att bli trodd, påstå sig vara Nationalsocialistiska Blockets ledare.